# إيليا بيلوس
إيليا بيلوس (الروسية: Белоус, Илья Андреевич) هو لاعب كرة قدم روسي في مركز الهجوم، ولد في 1995 في إيسكيتيم في روسيا. لعب مع سيسكا موسكو وشينيك ياروسلافل وميلسامي أورهي ونادي بلشينا بوبرويسك ونادي خيمكي ونادي فولغا نيجني نوفغورود ونادي كراسنودار.

## وصلات خارجية
- إيليا بيلوس على موقع قاعدة بيانات كرة القدم.إي يو (الإنجليزية)
- إيليا بيلوس على موقع Soccerway.com (الإنجليزية)